# Stinkend, beroemd en dakloos
Stinkend, beroemd en dakloos is een Nederlandse realityserie van de KRO uit 2010 waarin vier bekende Nederlanders hun luxe leven gedurende zeven dagen en zes nachten verruilen voor het zwerversbestaan. De serie is een variant op het eerder dat jaar uitgezonden programma Stinkend rijk en dakloos, waarin vier rijke Nederlanders tijdelijk op straat leefden.
Fotomodel Kim Feenstra, bokskampioene Esther Schouten en acteurs Tim Haars en Chris Tates mogen een week lang geen gebruik maken van hun geld, telefoon en andere bezittingen. Ze worden gedropt op verschillende plaatsen in Amsterdam en gehuld in simpele kleding moeten ze zien te overleven in de straten de grote stad, hierbij subtiel gevolgd door een camera. Elk worden ze gekoppeld aan een dakloze buddy die ze de finesses van het bestaan op straat bijbrengt. De vraag is hoe de BN'ers omgaan met openlijk genegeerd worden en het elke avond opnieuw op zoek moeten naar een slaapplaats. Hoe kijken ze na hun periode op straat aan tegen daklozen en wat is er over van hun eventuele vooroordelen?